# Endasys minutulus
Endasys minutulus là một loài tò vò trong họ Ichneumonidae.